# 辛氏紋胸鮡
辛氏紋胸鮡，為輻鰭魚綱鯰形目鮡科的其中一種，為熱帶淡水魚類，分布於亞洲印度淡水流域，棲息在底層水域，生活習性不明。

## 扩展阅读
維基物種上的相關：辛氏紋胸鮡